# Rondaniella gutianshanana
Rondaniella gutianshanana är en tvåvingeart som beskrevs av Yu och Wu 2008. Rondaniella gutianshanana ingår i släktet Rondaniella och familjen svampmyggor. Inga underarter finns listade i Catalogue of Life.